# Phylloscartes difficilis
Phylloscartes difficilis là một loài chim trong họ Tyrannidae.